# Эль-Харга (аэропорт)
Эль-Харга (араб. مطار الخارجة‎) — аэропорт в Египте, расположенный к северо-западу от города Эль-Харга в мухафазе Вади-эль-Гедид.
Аэропорт Эль-Харга является одним из наиболее значимых вложений в социально-экономическое развитие Западной пустыни в рамках проекта Новая Долина. По мнению Рании Абдель-Галил, обновление и доведение данного локального аэропорта до уровня международного послужит притоку туристов в Южную Долину.